# Де-Ар
Де-Ар (африк. De Aar) — город в Северо-Капской провинции, ЮАР. Его население составляет около 45 857 человек.

## История
Изначально на месте города была ферма «Де-Ар» (что в переводе означает «артерия»), на которой занимались добычей подземных вод. Из-за её центрального расположения в 1881 году правительство выкупило ферму и построило первую железную дорогу из Кейптауна в Кимберли.

## Экономика
Это второй по значимости железнодорожный узел страны, расположенный на маршруте между Кейптауном и Кимберли. Эта железная дорога имела особое стратегическое значение для британцев во время Второй англо-бурской войны. Де-Ар также основной торговый центр на обширной территории центрального Карру. В экономике преобладает животноводство и производство шерсти. Также популярна охота, несмотря на то, что в этом районе засушливый климат.

## Достопримечательности
На фермах Nooitgedacht и Brandfontein есть древние койсанские наскальные рисунки. Кроме того, есть «Сад памяти», посвящённый британским военным, погибшим в Первой англо-бурской войне.
В городе расположены крупные склады боеприпасов. В летние месяцы Де-Ар становится домом для тысяч пустельг. Каждый вечер птицы заполняют небо над городом и большие деревья.
- заповедник Doornkloof
- заповедник Rolfontein

## Известные люди
В городе в 1907—1913 годах жила писательница-феминистка Олив Шрейнер (1855—1920). В настоящее время её дом переделали в ресторан.
В Де-Ар находится Регбийный союз ЮАР.